# Форчун Бессі
Форчун Акпан Бессі (англ. Fortune Akpan Bassey, нар. 6 жовтня 1998, Бенін-Сіті) — нігерійський футболіст, нападник угорського клубу «Ференцварош». На умовах оренди грає за «Вікторію» (Пльзень).

## Клубна кар'єра
Народився в Бенін-Сіті, Нігерія і є вихованцем місцевої академії «Ігл Вінгз».
У лютому 2018 року переїхав до Чехії, потрапивши до академії празького клубу «Богеміанс 1905». Влітку його відправили до клубу третьої дивізіону «Олімпія Радотін», де він забив 24 голи в 33 матчах чемпіонату і допоміг команді вийти на підсумкове друге місце в лізі, відставши від першого «Вишеграда» всього на 3 очки. Після сезону він перебрався до клубу другої ліги, «Усті-над-Лабем», де забив 5 голів і віддав 5 результативних передач у сезоні 2019/20 , привернувши увагу клубів Першої ліги «Динамо» (Ческе-Будейовіце), куди перейшов влітку 2020 року.
Він не зміг пробитися до стартового складу клубу, тому в січні 2021 року відправився в піврічну оренду до «Влашима». За шість місяців там він забив чотири голи в чемпіонаті. Влітку нігерієць повернувся до «Динамо». Свій перший гол у вищому дивізіоні чемпіонату Чехії забив 7 серпня 2021 року у ворота «Баніка» з Острави. Забивши ще один гол у наступному матчі проти «Сігми» (Оломоуц), він став стабільним гравцем у стартовому складі.
У листопаді 2021 року він став найкращим гравцем місяця в першій лізі Чехії, завдяки тому, що забив чотири голи в трьох матчах.
У січні 2022 року Бкссі перейшов до чемпіона Угорщини, клубу «Ференцварош» з Будапешта. Як повідомляє сайт клубу Jihočech, він став найдорожчим гравцем в їх історії. Конкретну суму команда не розголошує, за даними iSport.cz вона мала становити щонайменше 37 мільйонів чеських крон. За підсумками сезону 2021/22 виграв з командою «золотий дубль». 13 липня 2022 року він вийшов на заміну та забив два голи в домашньому матчі кваліфікації Ліги чемпіонів проти казахстанського «Тобола» (5:1).

## Титули і досягнення
- Чемпіон Угорщини (1):

«Ференцварош»:  2021/22
- Володар Кубка Угорщини (1):

«Ференцварош»: 2021/22